# 35a cerimònia dels Premis César
La 35a cerimònia dels Premis César — també coneguts com Nuit des César — que premiava les pel·lícules estrenades el 2009, va tenir lloc el 27 de febrer de 2010 al Théâtre du Châtelet.
La presidenta de l'edició va ser l'actriu Marion Cotillard i els mestres de cerimònies eren Valérie Lemercier i Gad Elmaleh. Aquesta edició es va retransmetre en directe i sense xifrar a Canal+. La cerimònia va ser seguit per 1.7 milions d'espectadors. Això correspon al 9,1% de l'audiència.

## Presentadors i ponents
- Marion Cotillard, presidenta de la cerimònia
- Valérie Lemercier i Gad Elmaleh, mestres de cerimònies
- Laura Smet, presentació del César al millor actor revelació
- André Dussollier, presentació del César a la millor actriu secundària
- Marina Foïs, guardonada amb el César al millor guió original
- Sandrine Kiberlain, guardonada amb el César al millor guió adaptat
- Firmine Richard i Vincent Elbaz, guardonats amb el César al millor so i el César a la millor fotografia
- Fabrice Luchini, discurs en homenatge a Éric Rohmer, després de la difusió d'extractes de les seves pel·lícules
- Jeanne Balibar, presentació del César a la millor música original
- Ramzy Bedia, esquetx amb Gad Elmaleh i Valérie Lemercier
- Mélanie Doutey i Pascal Elbé, premiats amb el César a la millor primera pel·lícula
- Laetitia Casta, presentació del César al millor actor secundari
- Interludi musical de Gad Elmaleh i Valérie Lemercier en honor a Jean-Hugues Anglade
- Sigourney Weaver, presentació del César d'honor
- Marc-André Grondin i Hafsia Herzi, presentació del César al millor curtmetratge
- Richard Berry, presentació del César a la millor actriu revelació
- Emma de Caunes i Laurent Lafitte, guardonats amb el César a la millor pel·lícula documental
- Tony Gatlif, presentació del César a la millor pel·lícula estrangera
- Virginie Efira i François-Xavier Demaison, guardonats amb el César al millor muntatge i el César al millor decorat
- Vanessa Paradis, premiada amb el César al millor director
- Elie Semoun, presentació del César al millor vestuari
- Esbós amb Valérie Lemercier
- Mélanie Laurent, presentació del César al millor actor
- Gérard Depardieu, presentació del César a la millor actriu
- Marion Cotillard, presentació del César a la millor pel·lícula

## Desenvolupament
La gran triomfadora de la nit va ser Un profeta de Jacques Audiard, que amb 13 nominacions va guanyar 9 premis: Millor pel·lícula, millor director, millor actor, millor actor revelació, millor actor secundari, millor guió original, millor fotografia, millor decorat i millor muntatge. A més, foren guardonats per partida doble Jacques Audiard (millor director i millor guió original) i Tahar Rahim (millor actor i millor actor revelació). Per contra, Welcome de Philippe Lioret, amb 10 nominacions no va obtenir cap premi, i À l'origine de Xavier Giannoli, de 10 nominacions només va guanyar el premi a la millor actriu secundària.

## Guanyadors i nominats
Els guanyadors s'indiquen en negreta 
| Millor pel·lícula - Un profeta de Jacques Audiard, produït per Pascal Caucheteux, Grégoire Sorlat, Marco Cherqui - Les males herbes d’Alain Resnais, produït per Jean-Louis Livi - À l'origine de Xavier Giannoli, produït per Édouard Weil, Pierre-Ange Le Pogam - Welcome de Philippe Lioret, produït per Christophe Rossignon, Philip Boëffard - El concert de Radu Mihaileanu, produït per Alain Attal - La Journée de la jupe de Jean-Paul Lilienfeld, produït per Bénédicte Lesage, Ariel Askénazi - Rapt de Lucas Belvaux, produït per Patrick Sobelman, Diana Elbaum, Sébastien Delloye | Millor director - Jacques Audiard per Un profeta - Lucas Belvaux per Rapt - Xavier Giannoli per À l'origine - Philippe Lioret per Welcome - Radu Mihaileanu per El concert |
| Millor actor - Tahar Rahim pel paper de Malik El Djebena a Un profeta - Yvan Attal per Rapt - François Cluzet per À l'origine - François Cluzet per Le Dernier per la route - Vincent Lindon pel paper de Simon a Welcome | Millor actriu - Isabelle Adjani pel paper de Sonia Bergerac a La Journée de la jupe - Audrey Tautou pel paper de Gabrielle Chanel a Coco, de la rebel·lia a la llegenda de Chanel - Dominique Blanc pel paper d’Anne-Marie a L'Autre - Sandrine Kiberlain pel paper de Véronique Chambon a Mademoiselle Chambon - Kristin Scott Thomas pel paper de Suzanne a Partir |
| Millor actor secundari - Niels Arestrup pel paper de César Luciani a Un profeta - Jean-Hugues Anglade pel paper del desconegut a Persécution - Benoît Poelvoorde pel paper d'Etienne Balsan a Coco, de la rebel·lia a la llegenda de Chanel - JoeyStarr pel seu propi paper a Le Bal des actrices - Michel Vuillermoz pel paper de Pierre a Le Dernier per la route | Millor actriu secundària - Emmanuelle Devos pel paper de Stéphane a À l'origine - Aure Atika pel paper de Anne-Marie a Mademoiselle Chambon - Anne Consigny pel paper de Françoise Graff a Rapt - Audrey Dana pel paper de Marion a Welcome - Noémie Lvovsky pel paper de la mare d'Hervé a Les Beaux Gosses |
| Millor actor revelació - Tahar Rahim pel paper de Malik El Djebena a Un profeta - Firat Ayverdi pel paper de Bilal Kayani "Bazda" a Welcome - Adel Bencherif pel paper de Ryad a Un profeta - Vincent Lacoste pel paper de Hervé a Les Beaux Gosses - Vincent Rottiers pel paper de Thomas a Je suis heureux que ma mère soit vivante | Millor actriu revelació - Mélanie Thierry pel paper de Magali a Le Dernier per la route - Pauline Étienne pel paper de Laure as Qu'un seul tienne et les autres suivront - Florence Loiret Caille pel paper de Chloé a Je l'aimais - Soko pel paper de Monika a À l'origine - Christa Theret pel paper de Lola a LOL |
| Millor pel·lícula estrangera - Gran Torino de Clint Eastwood • - Avatar de James Cameron • - Em dic Harvey Milk de Gus Van Sant • - J'ai tué ma mère de Xavier Dolan-Tadros • - Pànic a la granja de Stéphane Aubier i Vincent Patar • - Das Weiße Band de Michael Haneke • - Slumdog Millionaire de Danny Boyle • | Millor primera pel·lícula - Les Beaux Gosses de Riad Sattouf - Le Dernier per la route de Philippe Godeau - Espion(s) de Nicolas Saada - La Première Étoile de Lucien Jean-Baptiste - Qu'un seul tienne et les autres suivront de Léa Fehner |
| Millor guió original - Un profeta – Jacques Audiard, Thomas Bidegain, Abdel Raouf Dafri et Nicolas Peufaillit - À l'origine – Xavier Giannoli - La Journée de la jupe – Jean-Paul Lilienfeld - Welcome – Philippe Lioret, Emmanuel Courcol, i Olivier Adam - El concert – Radu Mihaileanu, Alain-Michel Blanc, Matthew Robbins, Héctor Cabello Reyes i Thierry Degrandi | Millor guió adaptat - Mademoiselle Chambon – Stéphane Brizé i Florence Vignon (adaptat de la novel·la homònima d’Éric Holder) - Coco, de la rebel·lia a la llegenda de Chanel – Anne Fontaine i Camille Fontaine (adaptat de la novel·la L'Irrégulière d’Edmonde Charles-Roux) - Le Dernier per la route – Philippe Godeau i Agnès de Sacy (adaptat de la novel·la homònima de Hervé Chabalier) - El petit Nicolau – Laurent Tirard i Grégoire Vigneron (adaptat del còmic homònim de René Goscinny i Jean-Jacques Sempé) - Les males herbes – Alex Révarl i Laurent Herbiet (adaptat de la novel·la L'Incident de Christian Gailly) |
| Millor música - El concert – Armand Amar - Non ma fille, tu n'iras pas danser – Alex Beaupain - Un profeta – Alexandre Desplat - À l'origine – Cliff Martinez - Welcome – Nicola Piovani | Millor fotografia - Un profeta – Stéphane Fontaine - Coco, de la rebel·lia a la llegenda de Chanel – Christophe Beaucarne - Welcome – Laurent Dailland - Les males herbes – Éric Gautier - À l'origine – Glynn Speeckaert |
| Millor decorat - Un profeta – Michel Barthélémy - Micmacs à tire-larigot – Aline Bonetto - OSS 117: Perdut a Rio – Maamar Ech-Cheikh - À l'origine – François-Renaud Labarthe - Coco, de la rebel·lia a la llegenda de Chanel – Olivier Radot | Millor muntatge - Un profeta – Juliette Welfling - À l'origine – Célia Lafitedupont - Les males herbes – Hervé de Luze - Welcome – Andréa Sedlackova - El concert – Ludo Troch |
| Millor so - El concert – Pierre Excoffier, Bruno Tarrière i Sélim Azzazi - Welcome – Pierre Mertens, Laurent Quaglio i Éric Tisserand - À l'origine – François Musy i Gabriel Hafner - Un profeta – Brigitte Taillandier, Francis Wargnier i Jean-Paul Hurier - Micmacs à tire-larigot – Jean Umansky, Gérard Hardy i Vincent Arnardi | Millor vestuari - Coco, de la rebel·lia a la llegenda de Chanel – Catherine Leterrier - Coco Chanel et Igor Stravinsky – Chattoune i Fab - OSS 117: Perdut a Rio – Charlotte David - Micmacs à tire-larigot – Madeline Fontaine - Un profeta – Virgine Montel |
| Millor curtmetratge - C'est gratuit per les filles de Claire Burger i Marie Amachoukeli - ¿Dónde está Kim Basinger? d'Édouard Deluc - La Raison de l'autre de Foued Mansour - Séance familiale de Cheng-Chui Kuo - Les Williams d'Alban Mench | Millor documental - L'Enfer d'Henri-Georges Clouzot de Serge Bromberg i Ruxandra Medrea - La Danse, le ballet de l'Opéra de Paris de Frederick Wiseman - Himalaya, le chemin du ciel de Marianne Chaud - Home de Yann-Arthus Bertrand - Ne me libérez pas je m'en charge de Fabienne Godet |
| César d'honor - Harrison Ford | |